# Jolies Petites Filles

Jolies Petites Filles est le premier album studio du chanteur Bernard Minet.

## Historique
Cet opus est sorti en 1990 chez AB Disques/Polygram. Il rencontre le succès en devenant disque d'or (150 000 exemplaires vendus).
Dans cet album de Bernard Minet, qui est également acteur dans la sitcom Salut les Musclés, on trouve quelques génériques de dessin animés du Club Dorothée comme Les Chevaliers du Zodiaque, Les Samouraïs de l'éternel ou Bioman, vendu à 500 000 exemplaires.

## Liste des chansons
1. Hey, jolie petite fille
2. Et cette musique
3. Danse comme un fou
4. Je n'ai pas su te prendre, te comprendre
5. J'ai rangé mon cœur
6. Les filles sont si jolies
7. Les Chevaliers du Zodiaque
8. Turbo Rangers
9. Dis-moi Bioman
10. Les Samouraïs de l'éternel
11. Bioman
12. Biomega

## Singles
- Mars 1988 : Bioman (500 000 exemplaires)[2]
- Janvier 1989 : Dis-moi Bioman (380 000 exemplaires)[3]
- Juillet 1989 : Les Chevaliers du Zodiaque (260 000 exemplaires)[4]
- Décembre 1990 : Hey, jolie petite fille

## Crédits
- Paroles : Jean-François Porry
- Musiques : Jean-François Porry / Gérard Salesses